# 1805
| 1805               |
| ------------------ |
| Dødsfald - Fødsler |
| • Begivenheder     |

| Gregoriansk kalender | 1805 MDCCCV             |
| Ab urbe condita      | 2558                    |
| Armensk kalender     | 1254 ԹՎ ՌՄԾԴ            |
| Kinesiske kalender   | 4501 – 4502 甲子 – 乙丑 |
| Etiopisk kalender    | 1797 – 1798             |
| Jødisk kalender      | 5565 – 5566             |
| Hindukalendere       |                         |
| - Vikram Samvat      | 1860 – 1861             |
| - Shaka Samvat       | 1727 – 1728             |
| - Kali Yuga          | 4906 – 4907             |
| Iransk kalender      | 1183 – 1184             |
| Islamisk kalender    | 1220 – 1221             |

Året 1805 startede på en tirsdag.
Konge i Danmark: Christian 7. 1766-1808
Se også 1805 (tal)

## Begivenheder

### Udateret
- Landstinget i Viborg nedlægges, og tinglysningen af ejendomme og lånepapirer flyttes til de lokale ting. Landsoverretten for Nørrejylland der fungerer til retsplejereformen i 1919 overtager domstolsfunktionen

### April
- 7. april - Ludwig van Beethoven leder opførelsen af premieren på sin 3. symfoni Eroica på Theater an der Wien

### Maj
- 26. maj - Napoleon Bonaparte krones til konge af Italien. Det sker i domkirken i Milano

### Oktober
- 21. oktober – Slaget ved Trafalgar sydvest for Spanien, hvor englænderne vinder over de franske og spanske flåder. Admiral Lord Nelson dør under slaget

### November
- 20. november – Fidelio, den eneste opera af Ludwig van Beethoven, uropføres i Wien

### December
- 2. december – Slaget ved Austerlitz eller Trekejserslaget (ved Slavkov i det nuværende Tjekkiet), hvor Napoleon på årsdagen for sin kejserkroning besejrer østrigske og russiske styrker under generalerne Kutuzov og von Weyrother.
- 26. december – Freden ved Pressburg. Østrig slutter fred med Frankrig, og giver omfattende territorialindrømmelser.

## Født
- 2. april – H.C. Andersen, dansk digter og forfatter (død 1875).
- 14. maj – J.P.E. Hartmann, dansk komponist (død 1900).
- 29. juli – Alexis de Tocqueville, fransk aristokrat og forfatter (død 1859).
- 8. august – Christian Thorning Engelstoft, dansk biskop og minister (død 1889).
- 23. december – Joseph Smith, amerikansk stifter af mormonkirken eller Jesu Kristi Kirke af Sidste Dages Hellige (død 1844).

## Dødsfald
- 28. maj – Luigi Boccherini, italiensk komponist (født 1743).
- 19. juni – Louis-Jean-François Lagrenée, fransk maler (født 1724).